# 하투실리 2세
하투실리 2세(기원전 1370년대 ~ 기원전 1360년대)는 히타이트 제국의 왕이다.
실제로 존재했는지의 여부는 논란이 있다. 무와탈리 2세와 알레포의 탈미사루마간의 조약에서 하투실리라는 이름의 지배자가 언급되지만 알려지지 않은 히타이트 지배자인지 하투실리 1세인지 토론중이다.